# Naturschutzgebiet 'Naturwaldreservat Hengstberg'
Naturschutzgebiet 'Naturwaldreservat Hengstberg' este o arie protejată (arie specială de conservare — SAC, sit de importanță comunitară — SCI) din Germania întinsă pe o suprafață de 40,96 ha, integral pe uscat.

## Localizare
Centrul sitului Naturschutzgebiet 'Naturwaldreservat Hengstberg' este situat la coordonatele 50°07′52″N 12°11′16″E / 50.1311°N 12.1878°E.

## Înființare
Situl Naturschutzgebiet 'Naturwaldreservat Hengstberg' a fost declarat sit de importanță comunitară în martie 2001 pentru a proteja un număr necunoscut de specii din flora spontană și fauna sălbatică aflate în arealul zonei. Situl a fost protejat și ca arie specială de conservare în aprilie 2016.

## Biodiversitate
Situată în ecoregiunea continentală, aria protejată conține 3 habitate naturale: Păduri de fag Luzulo-Fagetum, Păduri de fag Asperulo-Fagetum, Păduri aluvionare cu Alnus glutinosa și Fraxinus excelsior (Alno-Padion, Alnion incanae, Salicion albae).
La baza desemnării sitului se află un număr nedeclarat de specii protejate.